# Scandinavian Journal of Management
Scandinavian Journal of Management, internationell vetenskaplig tidskrift i företagsekonomi, utgiven av förlagsgruppen Elsevier. Tidskriften startade 1985 under namnet Scandinavian Journal of Management Studies. Redaktör för tidskriften är professor Hans Hasselbladh. Tidigare redaktörer är professorerna Rolf A Lundin, Sten Jönsson, Kristian Kreiner, Janne Tienari och Alexander Styhre. Sedan 2009 är tidskriften upptagen i det prestigefyllda Social Sciences Citation Index.